# Антигона (Софокъл)
Вижте пояснителната страница за други значения на Антигона.
„Антигона“ (на старогръцки: Ἀντιγόνη) е трагедия, написана от Софокъл.
Действието в „Антигона“ започва от там, където завършва в Есхиловата трагедия „Седемте срещу Тива“. Софокловата трагедия се причислява към т.нар. Тивански митологичен цикъл, с който са свързани „Едип цар“ и „Едип в Колон“. Според исторически източници творбата е написана около 442 година пр.н.е. С нея Софокъл печели първо място на Големите Дионисии. След загиването на двамата братя Етеокъл и Полиник, управителят на Тива, Креон, погребва Етеокъл със заслужени почести, а тялото на Полиник забранява да бъде погребано. Всеки, който наруши заповедта му, щял да плати с живота си. Единствено тяхната сестра Антигона престъпва царската повеля.

## Действащи лица
- Антигона – дъщеря и сестра на Едип, дъщеря и внучка на Йокаста;
- Исмена – сестра на Антигона. Тя е плаха и подчиняваща се изцяло пред властта. Не нарушава законите на града. Символизира старогръцкия идеал за скромна девойка, чието възпитание ѝ пречи да вземе правилни решения;
- Хор от тивански старци;
- Креон – цар на Тива, вуйчо на Антигона, брат на Йокаста;
- Страж – страхлив, съчувства на Антигона. Поставя преди всичко себе си и безопасността си на първо място;
- Хемон – годеник на Антигона, заради която се опълчва срещу баща си Креон. Разкрива пред Креон неговото властолюбие и заслепение. Водят го емоциите;
- Тирезий – посредник между света на боговете и хората. Неговата мисия е да свежда на смъртните божественото мнение. Чрез него се произнася божествената воля;
- Вестител;
- Евридика – съпругата на Креон. Чрез нея е описано силното майчинско чувство, което я кара да сложи край на живота си от мъка по Хемон.

## Място на действието
Пиесата възпроизвежда митологичното минало на град Тива.

## Предистория
Злото виси над три поколения от владетелите на Тива. Едип желае да отмъсти за смъртта на Лай. Героят не е отгледан в Тива и не познава своите родители, което довежда до сбъдването на предсказанието за отцеубийството и женитбата за собствената му майка – Йокаста. Той става новият цар на Тива и с Йокаста имат четири деца: две дъщери, Антигона и Исмена (те са едновременно сестри на Едип и внучки на Йокаста), и двама синове, Етеокъл и Полиник (също и братя на Едип и внуци на Йокаста).
След смъртта на Йокаста и Едип децата растат с Креон, който е брат на тяхната майка. Синовете стават врагове. Полиник е заточен, той събира съюзници и се опитва да завладее града по време на войната на Седемте срещу Тива. В решителната битка при портите на Тива, братята се избиват един друг и нападателите са отблъснати. Креон поема управлението, тъй като идва негов ред да бъде цар. Неговият племенник Етеокъл, който защитава града бива погребан за разлика от брат си Полиник. По този начин Креон пречи на Полиник да влезе в царството на мъртвите. Креон е категоричен, че неспазването на забраната ще доведе до строги наказания. В този момент, действието започва.

## Сюжет
Представянето на Креон пред хора на тиванските старци е справедлив и мъдър цар, мислещ за своя град. Креон съзира знак на недоволство от своята власт, когато Стражът казва, че забраната му за погребалния обред над предателя Полиник е нарушена. Креон обвинява стражите в подкупност и нарежда да бъде намерен виновникът и да бъде наказан според закона за своето престъпление.
Заловената Антигона защитава правата си, като се позовава на кръвния и морален дълг. Героизмът ѝ е подчертан и ярко контрастира с качествата и морала на Исмена. Тя е готова да признае, че е съучастница в престъплението и да сподели съдбата на сестра си. Антигона не ѝ позволява да поеме вината. Стражата отвежда и двете.
Хемон се опитва да убеди баща си, че тиванският народ е на страната на Антигона. Креон осъжда Антигона, чрез зазиждане в каменен гроб и пощадява Исмена.
Антигона е отведена на мястото на нейната смърт. Сама извършва надгробното оплакване над себе си, убедена в правотата си.
Слепият гадател – Тирезий, съобщава на Креон, че боговете са разгневени от поведението му и предрича ужасни бедствия, наказания.
Осъзнавайки се Креон отива да погребе Полиник и да освободи Антигона, но твърде късно.
Антигона се е обесила. Научавайки тази новина Хемон, тръгва срещу баща си с меч. Ударът е избегнат от Креон. Хемон се самоубива пред очите на своя баща. Отчаяна Евридика се самоубива, проклинайки мъжа си като детеубиец. Креон е смазан от скръб. Хорът приключва трагедията с кратката сентенция, че боговете не оставят нито един грях ненаказан.

## Роля на Хора
Хорът е съставен от тивански старци. Мнението на хора съответства на мнението на зрителите и на персонажите. В началото на трагедията хорът е изцяло позициониран. В спора между Креон и Тирезий, той вече е разколебан в оценката си, а в края открито се противопоставя на Креон и го призовава той да извърши обреда върху трупа на Полиник. Хорът символизира склонността на човешките общности да се подчиняват безпрекословно на авторитета на силните.

## Идеи
Желанието на Антигона да погребе Полиник идва от стремежа да запази честта на семейството си, както и в чест на по-висшия закон на боговете. Тя многократно заявява, че трябва да действа, за да угоди на „тези, които са мъртви“, тъй като те притежават по-голяма тежест, отколкото който и да е владетел. В началната сцена, тя прави емоционален призив към сестра си Исмена като казва, че те трябва да защитят брат си, чрез сестринска обич. Антигона смята, че има права, които идват от най-висшата власт – Божият закон.
Антигона не се подчинява на законите на Креон, а на своя собствен морал. Креон е като държавата, а държавата като Креон. Антигона избира лоялността към семейството пред тази към закона.
В трагедията на Софокъл ясно личат три проблема:
1. трябва ли Полиник да бъде погребан с подобаващи ритуали?
2. трябва ли да бъде наказан всеки, който наруши законите на държавата?
3. необмислени ли са действията на Креон?

Креон издава заповед за забрана да се извърши погребението на Полиник, който е предвождал чужда армия и е обсадил собствения си град. Антигона, въпреки забраната, погребва брат си и нарушава заповедта на Креон. Наказана е според закона.
Пророкът Тирезий смята за нужно погребението на Полиник, защото това е желанието на боговете. По този начин Креон разбира, че забраната му го въвежда в грях.
Той не е имал божествен знак преди да издаде заповедта за забраната, т.е. направил е грешка, защото това не е била волята на боговете. Това е грехът му и той трябва да понесе своето наказание. По този начин се показва силата на по-висш закон, не само божествен, а и морален.

## Боговете в „Антигона“
В „Антигона“, както и в други пиеси от тиванския цикъл, има препратки към боговете. Хадес е богът, който най-често се споменава, заради олицетворението му на смъртта. Зевс е посочен общо тринадесет пъти по име в цялата пиеса. Олимп е споменат два пъти. Това контрастира с останалите атински трагици, които се позовават на Олимп по-често.

## Митът за Антигона в по-късни интерпретации
Митът за Антигона служи за литературен модел на много други автори след Софокъл: Еврипид (411/408 г. пр. Хр.), Луиджи Аламани (1533 г.), Траполини (1581 г.), Робер Гарние (1580 г.), Жан Ротру (1638 г.), Жан Расин (La Thébaïde ou Les Frères ennemis, 1664 г.), Виторио Алфиери (1783 г.), П. С. Пиер-Симон Баланш (роман, 1814 г.), Фридрих Хайнрих Бот (Der Ödeipiden Fall oder die Brüder, 1822 г.), Вилхелм Фроне (1852 г.), Ойген Райхел (1877 г.), Хюстън Стюарт Чембърлейн (Der Tod der Antigone, 1915 г.), Валтер Хазенклевер (1917 г.), Жан Кокто (1922 г.), Жан Ануи (1942), Елизабет Ланггесер (Die getreue Antigone, новела, 1947), Бертолт Брехт (Antigone des Sophokles, 1948), Феликс Люцкендорф (Die cyprísche Antigone, 1957) и Ролф Хохут (Die Berliner Antigone, новела, 1963).
През 1961 година е създаден гръцки филм по трагедията на Софокъл „Антигона“. Ролята на Антигона изпълнява Ирини Папа, а режисьор е Йоргос Завелас. Филмът следва сюжета на пиесата отблизо, но завършва по различен начин. Вместо Креон да се оттегли обратно в двореца, той е изпратен в изгнание. Включен е в програмата на Единадесетия международен филмов фестивал в Берлин.

## Преводи на български
- Софокъл. Антигона. Превел от старогръцки Пенчо П. Славейков. София: сп. „Мисъл“, 1893.
- Софокъл. Антигона. Превел от старогръцки Александър Ничев. София: Народна култура/Библиотека за ученика, 1971.
- Софокъл. Антигона. Превел от старогръцки Николай Гочев. София: „Проектория“, 1998.
- Софокъл. Антигона. Двуезично издание на старогръцки и български. Превод от старогръцки Николай Гочев. София. „Проектория“, 2014. (втори превод, първо издание)
- Софокъл. Антигона. Превел от старогръцки Кирил Мерджански. София: „Просвета“, 2015.